# Miguel López García
Miguel López García (Marbella, España, 13 de septiembre de 1957) es un exfutbolista español que se desempeñaba como defensor.

## Clubes
| Club      | País   | Año         |
| --------- | ------ | ----------- |
| CD Málaga | España | 1976 - 1986 |